# Stationsstraat (Zottegem)

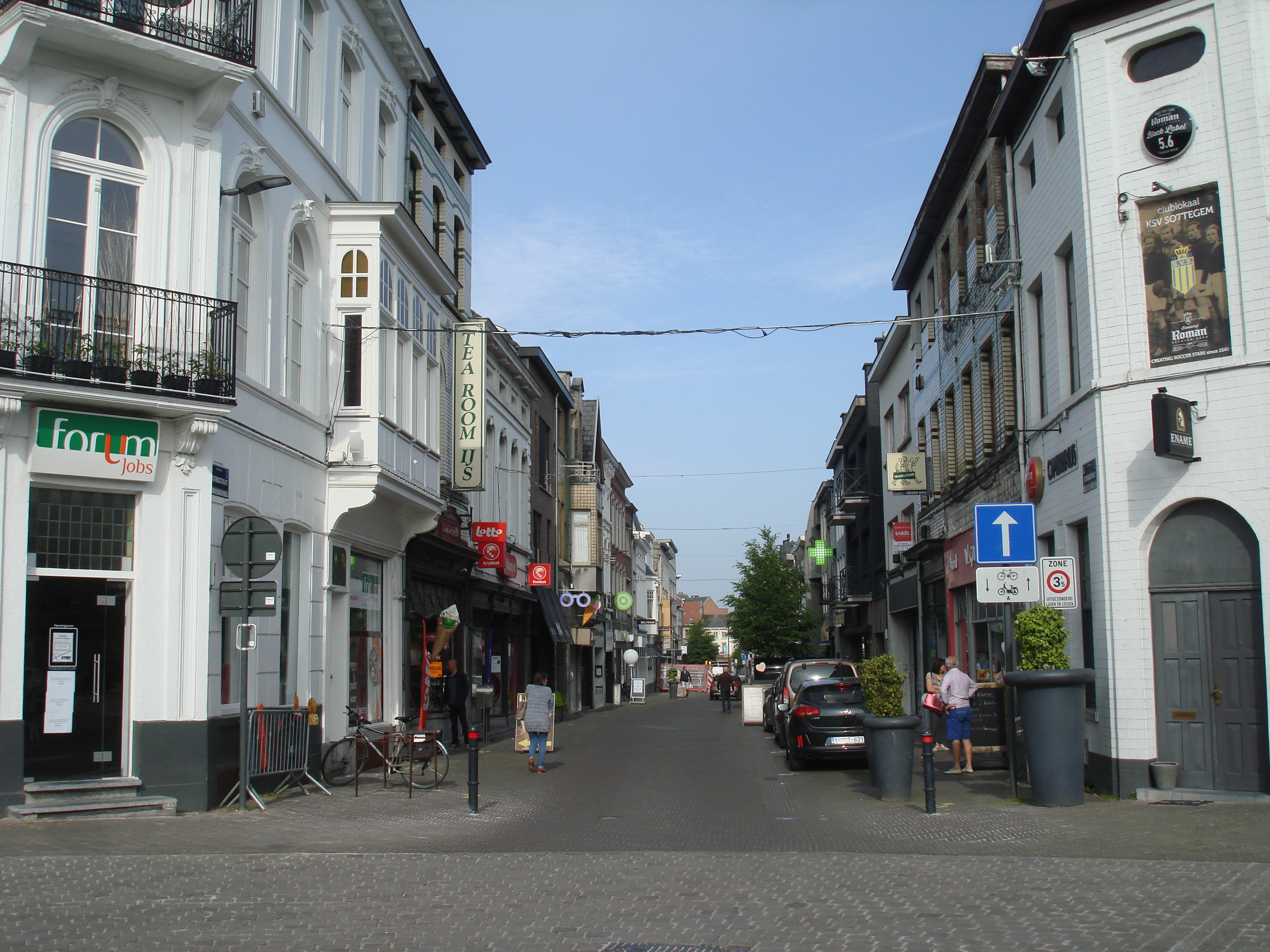
De Stationsstraat in Zottegem

De Stationsstraat is een straat in het Belgische Zottegem die de Markt verbindt met het Stationsplein en het station van Zottegem. De straat werd aangelegd in 1868 en is (samen met de Heldenlaan en de Hoogstraat) één van de centrale winkelstraten van de stad. Bij de aanleg ervan verdwenen de laatste resten van de omwalde kasteelsite De Mote. In de Stationsstraat staan verschillende panden met Art nouveau-invloeden zoals glas-in-loodramen, plantenmotieven en geglazuurde faiencetegels. Het gaat onder andere om Huis Van De Sande (nummer 45) , Pâtisserie de la Gare (nummer 50) en 't Schildershuis (nummer 20). In de Stationsstraat staan verschillende panden die oorspronkelijk dateren uit de tweede helft van de 19de eeuw. Sommige bepleisterde panden hebben stucversieringen. De Stationsstraat maakt deel uit van de N454. In 1994 en in 2015 werd de straat heraangelegd. Vanaf december 1993 tot 2014 overspande een boogvormige 'Centrumpoort' (metaalconstructie Ronny Vekeman naar ontwerp van architect Johan De Muyter) het begin van de Stationsstraat aan het Stationsplein.

## Afbeeldingen

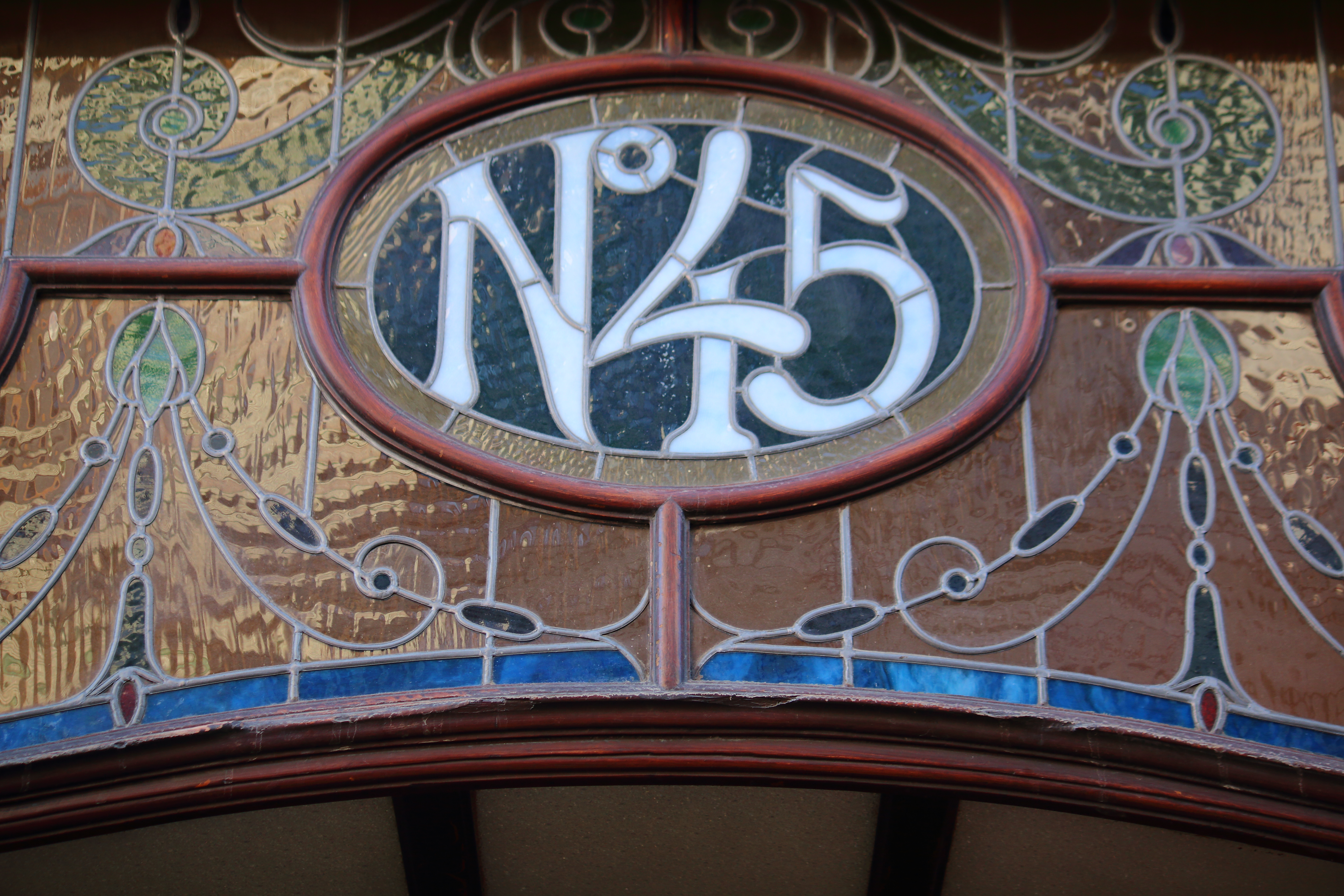
Huis Van De Sande
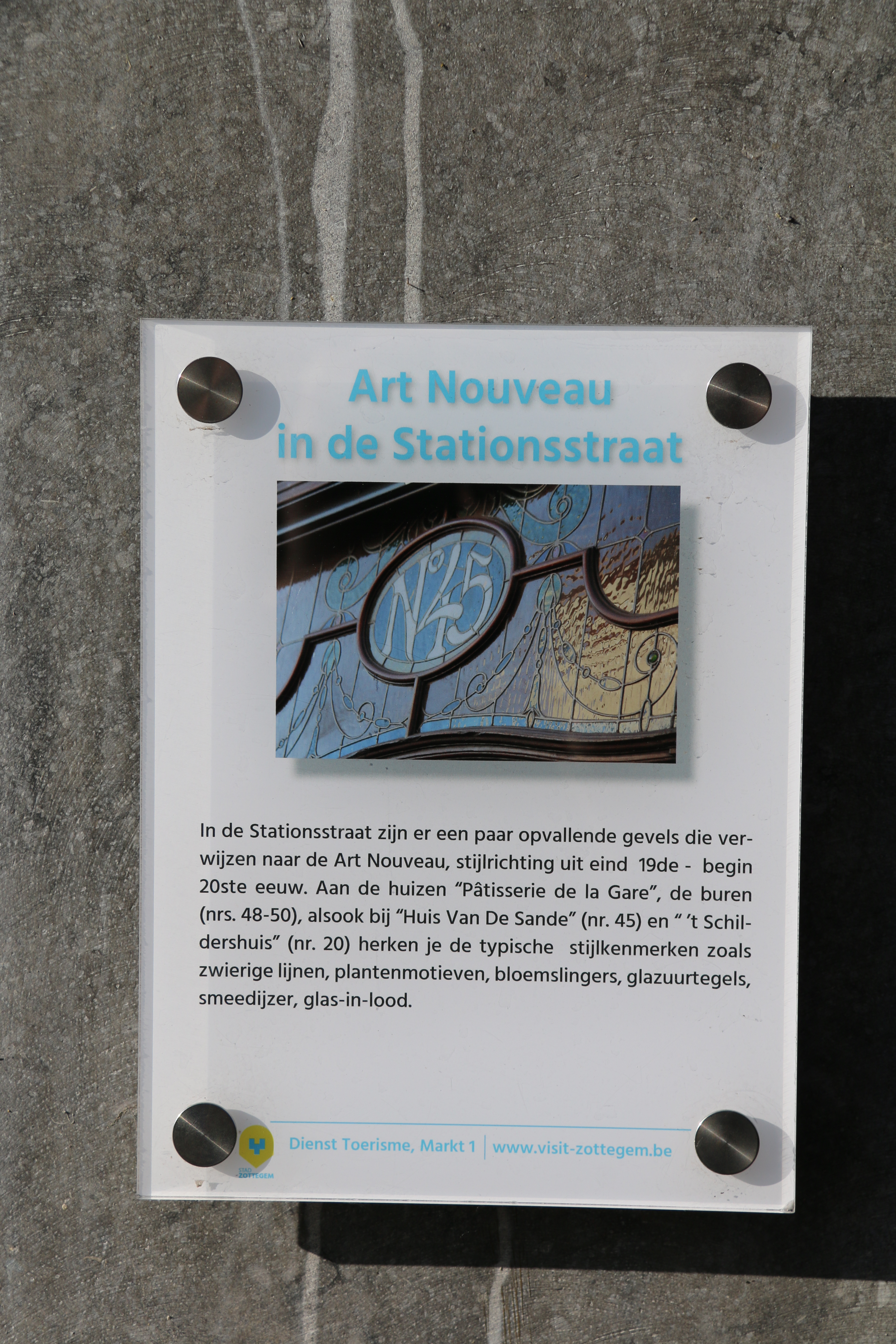
Infobord Art nouveau in de Stationsstraat
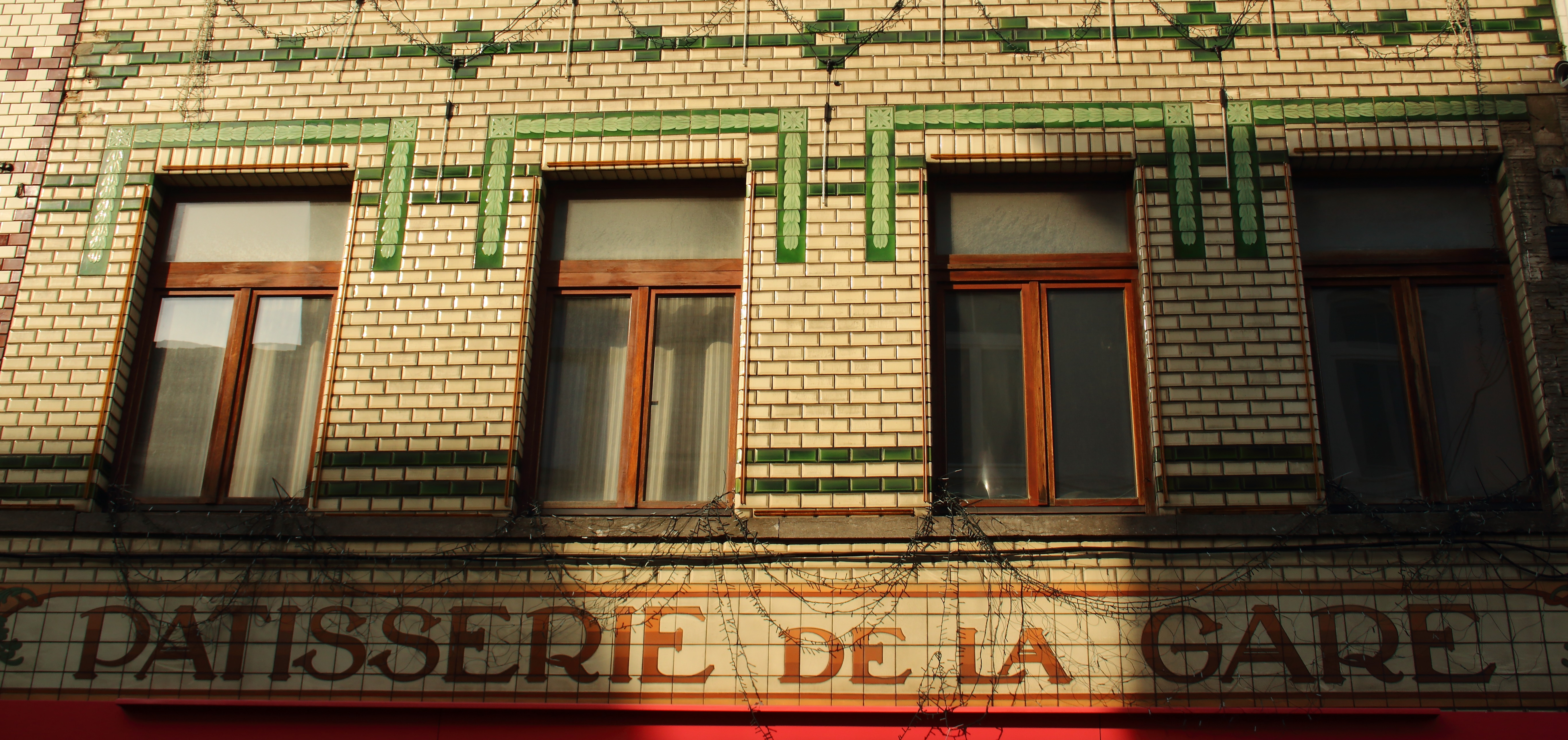
Pâtisserie de la Gare
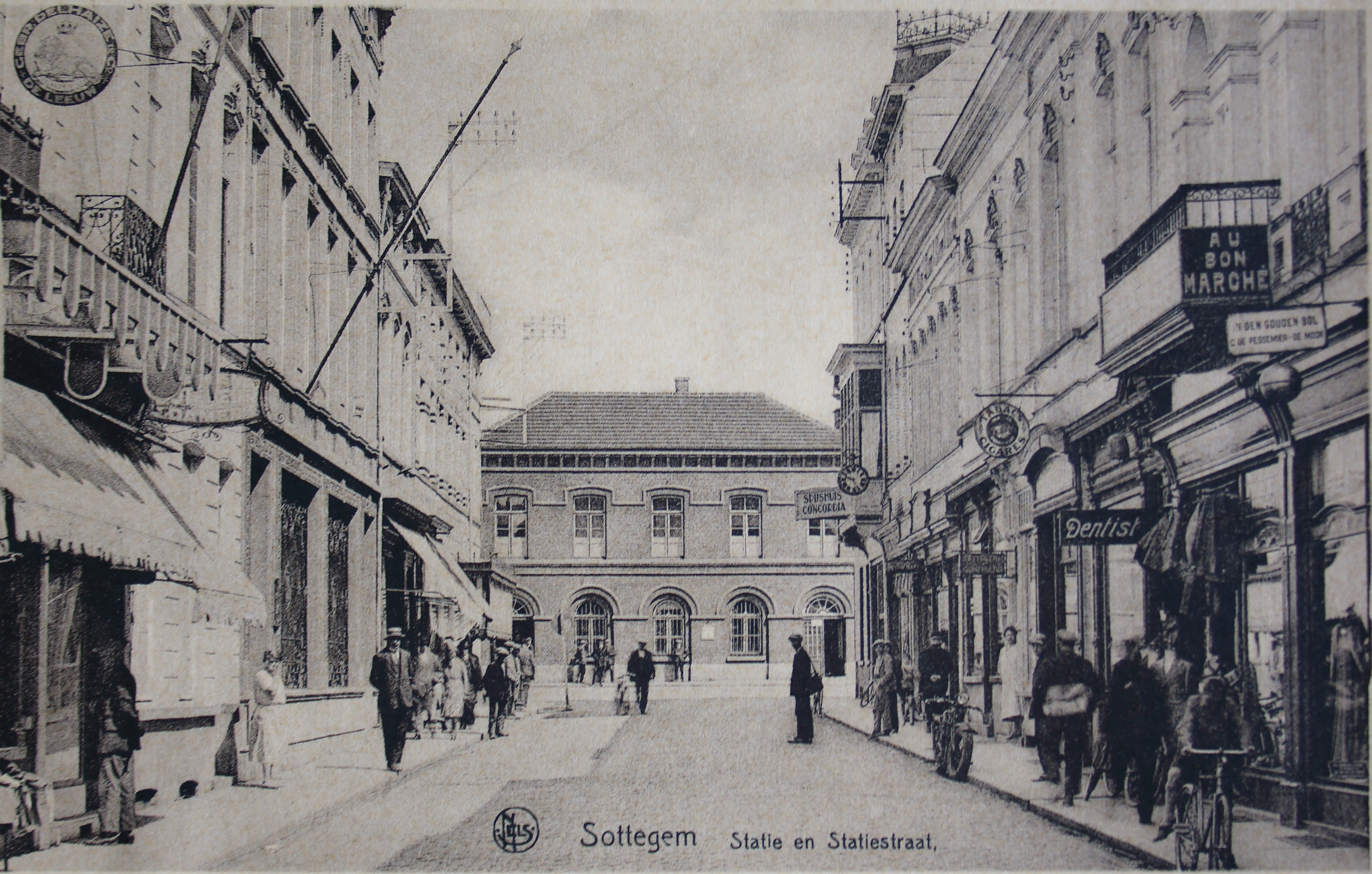
Historische prentbriefkaart